# Raimundos (álbum)
Raimundos é o álbum de estreia da banda de rock brasileira Raimundos, lançado em 1994 pelo selo Banguela Records, criado pela banda paulista Titãs em parceria com Carlos Eduardo Miranda, que assina a produção do álbum, gravado no estúdio Be Bop, São Paulo. Foi com a canção "Nêga Jurema" que surgiu o primeiro vídeo musical da banda, direcionado por José Eduardo Belmonte. Apesar do clipe ser de produção precária, devido a pedidos do próprio público, ele participou da escolha da audiência na MTV, para representar o Brasil nos Estados Unidos, concorrendo com o videoclipe "Territory", da banda mineira de thrash metal Sepultura (que saiu vencedora). O álbum já vendeu 200.000 cópias até os dias atuais.

## Antecedentes
Em 1993, um ano após a entrada do baterista Fred Castro, o grupo lança uma demo com o nome da banda na qual estavam presentes quatro faixas: "Nêga Jurêma", "Marújo", "Palhas do Coqueiro" e "Sanidade", que ainda é inédita em quaisquer álbuns do grupo. Ela teve alguns de seus riffs iniciais utilizados em "Tora Tora" e permaneceu inédita até o lançamento de Éramos 4 em 2001. Essa Demo abriu as portas do mercado fonográfico para a banda e permitiu que ela se tornasse um dos ícones do rock nacional a partir dos anos 90.
| Críticas profissionais                                                      | Críticas profissionais |
| Avaliações da crítica                                                       | Avaliações da crítica  |
| Fonte                                                                       | Avaliação              |
| --------------------------------------------------------------------------- | ---------------------- |
| Allmusic                                                                    | [ 4 ]                  |
| Esta tabela precisa de ser acompanhada por texto em prosa. Consulte o guia. |                        |

## Faixas
Todas as letras foram escritas por Rodolfo Abrantes, exceto onde indicado. Todas as músicas foram compostas por Raimundos, exceto onde indicado.
| N.º            | Título                                                    | Compositor(es)                                                                     | Música                                                                             | Duração |  |
| 1.             | "Puteiro em João Pessoa"                                  |                                                                                    |                                                                                    | 3:07    |  |
| 2.             | "Palhas do Coqueiro"                                      | Evandro Vieira, Martin Luthero                                                     | Martin Luthero, Raimundos                                                          | 1:58    |  |
| 3.             | "MM's"                                                    |                                                                                    |                                                                                    | 1:59    |  |
| 4.             | "Minha Cunhada"                                           | Martin Luthero, Rodolfo Abrantes                                                   | Martin Luthero, Raimundos                                                          | 1:21    |  |
| 5.             | "Rapante"                                                 |                                                                                    |                                                                                    | 3:03    |  |
| 6.             | "Carro Forte"                                             | Domínio público, adaptada por Raimundos                                            |                                                                                    | 1:29    |  |
| 7.             | "Nêga Jurema"                                             |                                                                                    | Rodolfo Abrantes                                                                   | 1:52    |  |
| 8.             | "Deixei de Fumar" / "Cana Caiana"                         | Durval Vieira, Graças Góes / Tio Jovem, Zenilton                                   | Durval Vieira, Graças Góes / Tio Jovem, Zenilton                                   | 1:30    |  |
| 9.             | "Cajueiro" / "Rio das Pedras"                             | Domínio público, adaptada por Martin Luthero e Raimundos / Durval Vieira, Zenilton | Domínio público, adaptada por Martin Luthero e Raimundos / Durval Vieira, Zenilton | 2:30    |  |
| 10.            | "Bê a Bá"                                                 |                                                                                    |                                                                                    | 2:30    |  |
| 11.            | "Bicharada"                                               |                                                                                    |                                                                                    | 1:37    |  |
| 12.            | "Marujo"                                                  | Martin Luthero, Rodolfo Abrantes                                                   | Martin Luthero, Raimundos                                                          | 2:31    |  |
| 13.            | "Cintura Fina"                                            |                                                                                    |                                                                                    | 2:35    |  |
| 14.            | "Selim"                                                   | Cristiano Telles, Raimundos                                                        | Cristiano Telles, Raimundos                                                        | 4:12    |  |
| 15.            | "Puteiro em João Pessoa II" (faixa bônus da edição em CD) |                                                                                    |                                                                                    | 3:07    |  |
| 16.            | "Selim" (acústico, faixa bônus da edição em CD)           | Cristiano Telles, Raimundos                                                        | Cristiano Telles, Raimundos                                                        | 4:12    |  |
| Duração total: | Duração total:                                            | Duração total:                                                                     | Duração total:                                                                     | 39:52   |  |

## Ficha técnica
Raimundos
- Rodolfo Abrantes - vocais
- Digão - guitarra, vocais de apoio
- Canisso - baixo, vocais de apoio
- Fred Castro - bateria

Músicos adicionais
- Carlos Eduardo Miranda - Vocais em "Minha Cunhada"; Pandeiro em "Cintura Fina"
- Guilherme Bonolo - Vocais em "Puteiro em João Pessoa", "Palhas do Coqueiro", "Minha Cunhada", "Nêga Jurêma", "Cana Caiana", "Marújo" e "Cintura Fina"; Guitarra Solo em "MM's" e "Selim"
- Ivan David - Vocais em "Puteiro em João Pessoa" e "Nêga Jurêma"
- João Gordo - Vocais em "MM's"
- Nando Reis - Violão em "Puteiro em João Pessoa"; Viola em "Selim"
- Paulo Miklos - Vocais em "Carro Forte", "Bê a Bá" e "Bicharada"
- Branco Mello - Vocais em "Carro Forte", "Bê a Bá" e "Bicharada"
- Sérgio Britto - Vocais em "Carro Forte", "Bê a Bá" e "Bicharada"
- Zenilton - Acordeão em "Rio das Pedras" e "Marújo"

Produção musical
- Carlos Eduardo Miranda - produtor, direção artística, mixagem
- Raimundos - produtor, mixagem
- Titãs - direção artística
- José Carlos Costa Netto - cordenação geral
- Lara Pinheiro - produção executiva
- Tatiana Ivanovici Kwiezynski - assistente executiva
- Roberto Machado - engenheiro de gravação, mixagem
- Guilherme Dellamora Bonolo - engenheiro de gravação, mixagem
- Eduardo S.O.D. (Caveira) - assistente de estúdio
- Daniel Casulli - assistente de estúdio
- Rogério Duarte - assistente de estúdio
- Maurício Leite - técnico de bateria
- César Gavin - técnico de guitarras
- Ricardo Garcia - masterização
- Gravado no Estúdio Be Bop, São Paulo-SP, em 24 canais, em janeiro e fevereiro de 1994
- Masterizado no Magic Master, Rio de Janeiro-RJ

Produção gráfica
- Renato Yada - capa
- Speto - capa
- Rui Mendes - fotos

Videoclipes
- Puteiro em João Pessoa
- Nega Jurema
- Palhas do Coqueiro
- Rapante
- Bê a Bá

## Certificações
| País                                                                        | Certificação | Certificações e vendas |
| --------------------------------------------------------------------------- | ------------ | ---------------------- |
| Brasil (ABPD)                                                               | Ouro         | 200,000                |
| ^apenas com base na certificação ‡vendas+streaming com base na certificação |              |                        |